# Religion au Portugal
 (signalé en mai 2025).
Si vous disposez d'ouvrages ou d'articles de référence ou si vous connaissez des sites web de qualité traitant du thème abordé ici, merci de compléter l'article en donnant les références utiles à sa vérifiabilité et en les liant à la section « Notes et références ».
- Archive Wikiwix
- Bing
- Cairn
- DuckDuckGo
- E. Universalis
- Gallica
- Google
- G. Books
- G. News
- G. Scholar
- Persée
- Qwant
- (zh) Baidu
- (ru) Yandex
- (wd) trouver des œuvres sur Wikidata

La religion au Portugal aborde les religions ou phénomènes religieux, passés et présents, des populations sur le territoire de l'actuel Portugal.
Les Portugais (environ 10 000 000 en 1990-2010, pour environ 1 000 000 en 1400-1600) se revendiquent chrétiens catholiques, à 81 %, au recensement de 2011. L'importance du catholicisme s'explique par l'histoire du pays (de la langue et de la culture), régionale, continentale, insulaire, métropolitaine, coloniale.

## Repères historiques
Le territoire de l'actuel Portugal est une création relativement moderne : histoire du Portugal.
Les populations, les cultures et les langues ne se limitent guère aux frontières étatiques, historiquement mouvantes.

### Préhistoire
La préhistoire de la péninsule Ibérique ne permet pas encore d'établir de connaissances solides sur des croyances et pratiques religieuses (dont funéraire) au Portugal : Sites mégalithiques au Portugal, dont : cromlech des Almendres, menhir de Bulhoa, menhir de Outeiro, dolmen da Orca, art mégalithique au Portugal (pt), art paléolithique au Portugal (pt).

### Protohistoire
L'Hispanie est habitée à diverses périodes par des populations mal connues, pré-celtiques, avant que les Celtibères, de culture celtibère (es) ne se développent : écriture celtibère, plaques de Botorrita.
Les populations galico-lusitaniennes, partie des peuples pré-romains de la péninsule ibérique (en) sont connues en partie par la mythologie lusitanienne (en) (Portugal, Galicie, Estrémadure) : liste de divinités lusitaniennes (en).
La connaissance des langues paléo-hispaniques (histoire de la langue portugaise, lusitain, gallaïque) est trop réduite pour inférer dans le domaine de la religion.

### Antiquité
La conquête romaine de la péninsule Ibérique (à partir de -250) entraîne une romanisation de l'Hispanie : Hispanie romaine, Lusitanie (province romaine), Gallaeci, Gallaecia, Lusitaniens, et naissance d'une langue, le galaïco-portugais.
Les présences étrangères antérieures, phénicienne, puis carthaginoise, puis grecque, ne semblent pas avoir beaucoup marqué la région, dans le domaine de la religion tout au moins.
La romanisation partielle des populations dans les provinces romaines passe par l'adoption, formelle, au moins dans les cérémonies, de la religion et de la mythologie romaines. Ainsi, des édifices religieux romains sont créés, dont l'usage peut dépasser la population d'origine romaine : temples, temple romain d'Évora, art romain au Portugal (pt), toponymes romains au Portugal (pt).
D'autres religions arrivent, avec l'armée, le commerce, l'administration : histoire des Juifs au Portugal (en), diaspora juive, christianisme dans le monde romain, christianisation avec son lot de chapelles, baptistères, basiliques, églises, nécropoles, cimetières, martyrs, dont sainte Gemma de Saintonge, São Veríssimo, Santa Máxima et Santa Júlia (martyrisés en 303 à Lisbonne)…

### Antiquité tardive
Comme la majeure partie sud de l'Europe de l'Ouest, le Portugal, devient chrétien arien. L'arianisme, dénoncé comme hérésie à différents conciles (dont premier concile de Nicée (325), premier concile de Constantinople (381)), suscite des tensions dans tout le monde chrétien du quatrième au sixième siècles : christianisme primitif, art paléochrétien.
La péninsule connaît également l'hérésie priscilienne.
Le galaïco-portugais, matrice du galicien (au nord du Portugal) et du portugais, est la langue de prestige au Moyen Âge dans la région, en partie dans le domaine religieux.

### Haut Moyen Âge
L'expansion du christianisme au Moyen Âge dans le sud-est de l'Europe dépend en partie de la chronologie des invasions barbares en Hispanie.
La principale figure historique est Martin de Braga (510/520-589), évêque de Dume, en mission d'évangélisation de la Galice, alors réputée païenne ou arienne.
- Royaume suève (409-585), Historia de regibus Gothorum, Vandalorum et Suevorum
  - Histoire ecclésiastique de Braga (en), premier concile de Braga (vers 560), deuxième concile de Braga (572), troisième concile de Braga (675)
  - Les Suèves, faiblement christianisés, ariens, finissent au VIe siècle par entrer dans une longue période de tensions et de conflits avec les Wisigoths et se convertissent au christianisme nicéen vers 550, sous le roi Cacaric.
  - Malgré la conversion du roi suève Rechiaire I, de l'arianisme au christianisme nicéen vers 450, il aurait été peu suivi autant par les Suèves que par les populations locales : le missionnaire Ajax est chargé de (re)convertir la région à l'arianisme dès 463-466.
  - Premier concile de Lugo (569, Galice), Parochiale suevorum (pt) (vers 572-589)
  - Évêché britto-romain de Britonia (Galice)
- Royaume wisigoth (575-720)
  - Art wisigothique au Portugal (pt), chapelle de São Frutuoso de Montélios (près de Braga)
  - Apringius de Beja (évêque de Beja), évêque Sunna, Fructueux de Braga, Jean de Biclar
  - Conversion de l'arianisme au chalcédonisme du roi wisigoth (d'Hispanie et Septimanie) Récarède Ier en 589 (provoquant une révolte autour de l'évêque arien de Tolède Uldila)
- Royaume des Asturies (718-910), architecture asturienne, église de São Pedro de Lourosa (Oliveira do Hospital)
- Architecture religieuse préromane au Portugal (pt), art préroman
- Comté de Portugal (868-1139), un temps intégré au royaume de Galice (910-1833)
  - Cathédrale de Porto (1110), monastère de Leça do Balio, couvent de l'ordre du Christ, cathédrale de Braga
  - Architecture romane au Portugal (1100-1230)

### Moyen Âge central et tardif: époque mozarabe et reconquête
- Expansion de l'islam, conversion à l'islam, muladi, taqîya
  - Conquête musulmane de l'Hispanie (711-726)
  - Mozarabe, chroniques mozarabes (754), rite mozarabe, chant mozarabe, art mozarabe
  - Les musulmans de Gharb al-Ândalus (711-1249) sont majoritairement sunnites malékites.
  - Chrétiens et Juifs relèvent du statut de dhimmi : non-musulmans sous protection d'un État islamique, sauf conversion.
  - Art musulman au Portugal (pt), urbanisme musulman au Portugal (pt)
  - Émirat de Cordoue (756-929), Califat de Cordoue (929-1031), art des Omeyyades de Cordoue, art hispano-mauresque
  - Taïfa de Badajoz (1013-1151), Taïfa de Mértola (1033-1110)
  - Âge d'or de la culture juive en Espagne (et au Portugal)

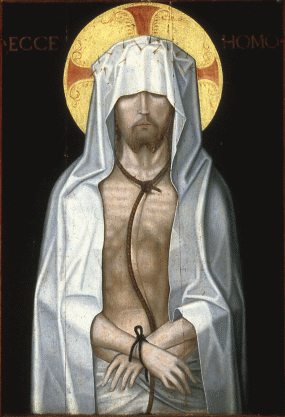
Anonyme, Ecce homo, Portugal.

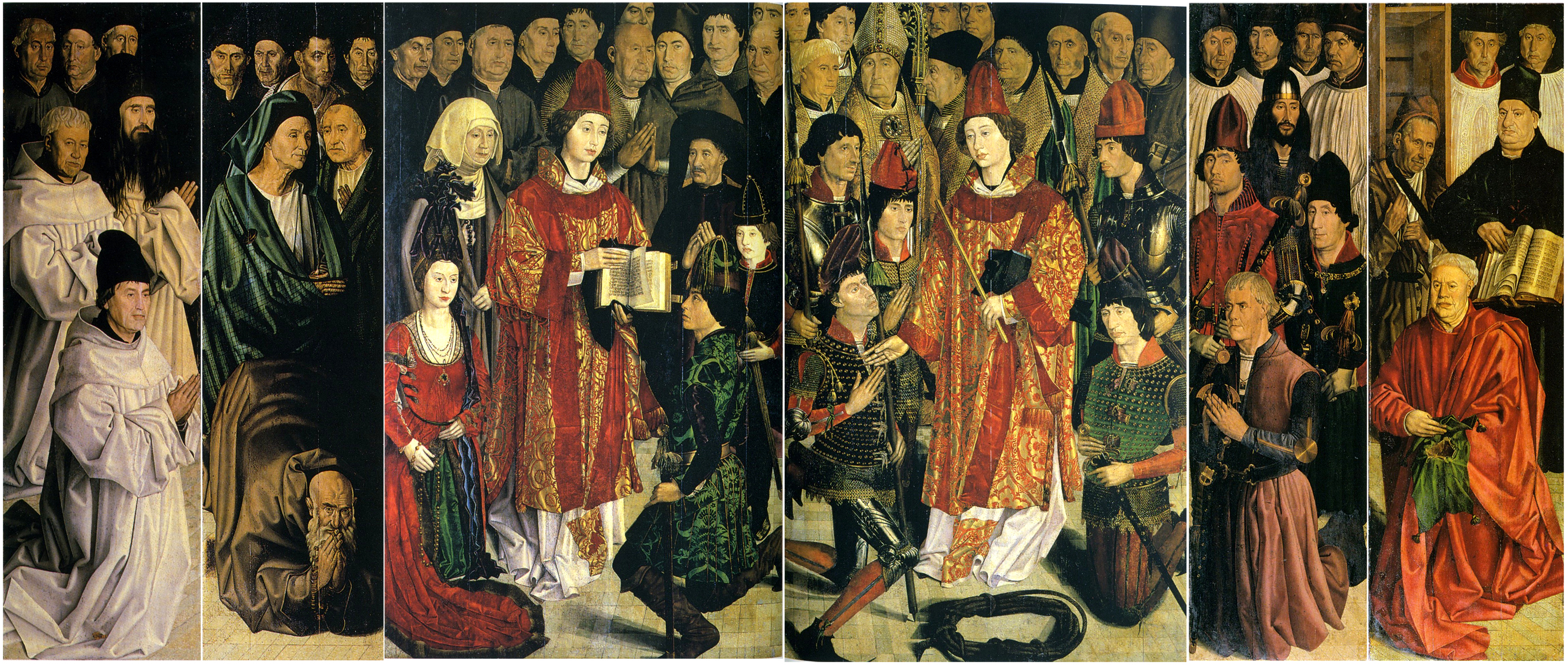
Nuno Gonçalves (1420c-1490c), Polyptyque de Saint-Vincent (Paineis de São-Vicente de Fora, vers 1460-1470).

- Comté de Portugal (868-1139), Royaume de Galice (910-1833, Regnum Christianorum), Royaume de Portugal (1139-1910)
  - Reconquista (722-1492)
  - Architecture romane au Portugal (pt), Route romane de la Vallée du Sousa (pt)
  - Monastère de la Sainte-Croix de Coïmbre (1131), Saint Théoton de Coïmbre (1082-1162)
  - Ange du Portugal (pt) (Saint Ange Gardien du Portugal / de la Paix), apparu (selon la légende/tradition) à la bataille d'Ourique (1139, Indépendance du Portugal, Manifestis Probatum)
  - Cathédrale Velha de Coimbra (1146)
  - Cathédrale Santa Maria Maior de Lisbonne (1147)
  - Abbaye d'Alcobaça (1148)
  - Cathédrale d'Évora (1186)
  - Liste des forteresses templières ibériques
  - Architecture gothique au Portugal (1200-1450)
  - Annexion du Royaume d'Algarve (1249 ou 1267)
  - Université de Coimbra (1290)
  - Jean XXI (1220c-1277), second pape portugais
  - Ordre du Christ (Portugal) (1319), Croix de l'ordre du Christ
  - Liste des châteaux et forteresses de l'Ordre du Christ au Portugal
  - Monastère de Batalha (1386)
  - Couvent des Carmes de Lisbonne (1389)
  - Henri le Navigateur (1394-1460)

### Époque moderne
Le catholicisme, depuis l'occupation mozarabe et la reconquête, paraît indissociable de l'identité portugaise.
L’« Outre-mer portugais » (Ultramar português), devenu Empire colonial portugais (1415-1999), accentue cette identification.
- Église catholique et Grandes Découvertes (en)
  - Développement de l'Ordre du Christ sous la maîtrise d'Henri le Navigateur
- Style manuélin, architecture manuéline (1490-1520) : Monastère des Hiéronymites (1502), Tour de Belém (1514-1519)
- Padroado (patronage, sans doute dès 1410), Missions catholiques aux XVIe et XVIIe siècles, de 1622 à la fin du XVIIIe siècle, aux XIXe et XXe siècles
  - Dum Diversas (1452), Romanus pontifex (1455), Aeterni regis (1481), Inter caetera, et autres bulles pontificales concernant les limites de l'Empire colonial portugais
- Inquisition espagnole (1478-1834), expulsion des Juifs d'Espagne (1492)
- Expulsion des Juifs et des Musulmans du Portugal (1496), inquisition portugaise (1496-1822)
- Lois raciales de limpieza de sangre (pureté de sang), Conversion au christianisme, Nouveau chrétien
  - Conversion forcée, converso, anoussim, marranisme, crypto-judaïsme
  - Juifs sépharades aux Pays-Bas (en), histoire des Juifs dits portugais en France
- Inquisition romaine (1542), Autodafé
- Culte de l'Empire du Saint-Esprit (en) (Irmandades do Divino Espírito Santo, millénarisme joachimiste aux Açores, puis au Brésil)
- Université du Saint-Esprit d'Évora (1559), Chartreuse d'Évora (1587)
- Monastère de Saint-Vincent de Fora (1582)
- Cathédrale de Coimbra (1598)

#### XVIIesiècle
L'époque développe deux mythes à références religieuses fortes :
- le sébastianisme (mythe messianique, apparu en 1578) : Gonçalo Anes Bandarra, Manuel Bocarro Francês (pt)
- le Quint-Empire, principe mystique, millénariste et messianique, créé par António Vieira (1608-1697), auteur de l'Histoire du futur (1718), réactivé par le recueil Message de Fernando Pessoa.

#### XVIIIesiècle
Au moment où les Lumières portugaises émergent, comme dans les autres pays latins et catholiques, l'écrasante majorité de la population portugaise est encore analphabète, l'Index Librorum Prohibitorum est encore en vigueur, l'enseignement est contrôlé par les ordres religieux, et les universités enseignent encore les matières de la scolastique médiévale. Les principaux appareils répressifs sont le Saint-Office, visant les ennemis de Rome, et la police politique, contrôlée par la Couronne. Les juifs et les chrétiens-nouveaux, dont le statut discriminant est encore en vigueur, sont toujours persécutés.
- Séisme du 1er novembre 1755 à Lisbonne, Poème sur le désastre de Lisbonne (Voltaire, 1756)
- Expulsion des Jésuites du Portugal (pt) (1759), Sanction pragmatique (1767), Suppression de la Compagnie de Jésus, Expulsion des Jésuites

### Époque contemporaine

#### XIXesiècle
La guerre péninsulaire (Invasions françaises du Portugal (1807-1814)) joue un certain rôle dans l'extension du libéralisme au Portugal et les causes de la crise de succession portugaise (1826-1834) et de la guerre civile portugaise (1826-1834).
La dissolution des monastères au Portugal (en) (1834) reste l'évènement le plus important du siècle dans le domaine de la religion au Portugal. Il s'inscrit cependant dans un grand mouvement pan-européen qui va des réformes protestantes aux interdictions religieuses des régimes dictatoriaux modernes.

#### XXesiècle
Le siècle est d'abord marqué par la proclamation de la République portugaise (5 octobre 1910) : fin de la monarchie portugaise, décrets anti-ecclésiastiques, confiscation des biens et propriétés de l'Église, fin des jours fériés religieux, suppression de l'enseignement de la doctrine chrétienne, loi de séparation de l'Église et de l'État (1911), mais très vite aussi début de dictatures.
L'autre événement marquant du début du siècle est en 1917 l'apparition mariale au village de Fatima, principalement à six occasions, de la « dame en blanc », à trois enfants, accompagnée de la révélation de Secrets de Fátima, suivie par le Miracle du soleil le 13 octobre 1917. Le tout est à l'origine d'une intense dévotion populaire, d'un pèlerinage marial chrétien catholique, depuis un siècle, au Sanctuaire de Notre-Dame de Fatima. Certaine utilisation politique est évidente : sursauts patriotiques et politiques autoritaires.
Le pèlerinage rejoint en importance celui à la période médiévale de Saint-Jacques-de-Compostelle (Galice, Espagne) : cathédrale de Saint-Jacques-de-Compostelle (1075), Codex Calixtinus.
- Première République (Portugal) (1910-1926)
  - Iamdudum (en) (1911), bulle pontificale contre les excès de l'anticléricalisme au Portugal
  - Apparitions mariales de Fátima (1917)
- Dictature nationale (1926-1933) : Óscar Carmona, Domingos Oliveira
- Estado Novo (1933-1974) : António de Oliveira Salazar (1889-1970)
  - Joaquim Alves Brás (1899-1966)
  - Rádio Renascença (1936-)
  - Université catholique portugaise (1967, Braga)
- Guerres coloniales portugaises (1961-1974)
- Troisième République (Portugal) (1974-)
  - MEGA FM (1998-)

#### XXIesiècle
- Loi de séparation de l'Église et de l'État au Portugal (pt) (2001)
- Concordat entre le Saint-Siège et le Portugal (pt) (2004)
- Éducation morale et religieuse catholique (pt), discipline facultative (2013)

## Repères 2020
- Christianisme au Portugal (80-85 %), christianisme au Portugal (rubriques)
  - Église catholique au Portugal (80-81 %), Anti-catholicisme au Portugal
    - Rite mozarabe, rite de Braga, rite romain
    - Saints catholiques portugais
    - Théologiens portugais
    - Liste du patrimoine religieux du Portugal (pt)
    - Liste des cathédrales du Portugal
    - Liste des églises-halles au Portugal (de)
    - Liste d'églises au Portugal (par district) (en)
    - Sanctuaires au Portugal, romería (pèlerinage et procession)
    - Sanctuaire de Notre-Dame de Fatima, Apparitions mariales de Fátima (1917), Secrets de Fátima, Miracle du soleil
    - Semaine sainte à Braga
    - Fête de Notre Dame de Pena (de) (Vila Real)
    - Fêtes de Póvoa de Varzim (pt) (Póvoa de Varzim)
    - Fêtes de São Gonçalo (pt) (Amarante (Portugal))
    - Camino portugués du Pèlerinage de Saint-Jacques-de-Compostelle
- Spiritualités minoritaires (5 %)
  - Orthodoxie : Évêché orthodoxe roumain d'Espagne et du Portugal, Métropole orthodoxe grecque d'Espagne et du Portugal, Lusitanian Orthodox Church (en)
  - Protestantisme au Portugal (en) (dont peut-être 100 000 évangélistes dans les années 2010-2020)
    - Église évangélique presbytérienne du Portugal (1845)
    - Anglicanisme, Église catholique apostolique évangélique lusitanienne (anglicane, Communion de Porvoo)
    - Témoins de Jéhovah au Portugal (pt), avec 52 000 pratiquants en 2013
    - The Church of Jesus Christ of Latter-day Saints in Portugal (en), avec 40 000 adeptes et 126 temples au Portugal, dont le Temple mormon de Lisbonne (2019)
    - Portuguese Evangelical Lutheran Church (en)
    - Congregação Cristã em Portugal (pt) (1925, évangéliste)
    - Igreja Maná (pt), fondée en 1984, et chaîne télévisuelle ManáSat
    - Hillsong Portugal (pt) (2017), de l'Église Hillsong (dénomination chrétienne évangélisque charismatique, d'origine australienne)

  - Judaïsme au Portugal (600), Histoire des Juifs au Portugal (en), Histoire des Juifs à Madère (en)
    - Communautés juives au Portugal (pt), Cimétière des Hébreux (pt) (Terceira, Açores), Histoire des Juifs de Belmonte
    - Crown rabbi (Iberia) (en), Bible de Ferrare
    - Antisémitisme au Portugal, Massacre de Lisbonne de 1506, Inquisition portugaise,Nouveau chrétien, Marranisme
    - Histoire des Juifs dits portugais en France, Histoire des Marranes en Angleterre, Histoire des Juifs séfarades aux Pays-Bas (en)
    - Loi du retour des Juifs expulsés à la nationalité portugaise (en) (2020)

  - Candomblé, dont une communauté officiellement reconnue Pessoa Colectiva Religiosa en 2010
  - Hindouisme au Portugal (en)
  - Islam au Portugal (60 000), Islam in Portugal (en), Histoire d'al-Andalus
  - Foi Baha'ie au Portugal (en) (2 000)
  - Fédération spirite portugaise (pt) (spiritisme (Allan Kardec)), à partir des années 1890, Revista Espírita do Porto, spirites portugais (pt)
  - Irmandade Druídica Galaica (pt) (2011)
- Non-croyants (10..16 %), agnosticisme, athéisme, indifférence, prudence, défiance
- Généralités
  - Bouddhisme dans le monde, Christianisme par pays, Nombre de musulmans par pays, Nombre de Juifs par pays , Irréligion
  - Congrès européen des religions ethniques, Paganisme, Néopaganisme, Fêtes païennes